# Steenbeke
Steenbeke (Frans: Steenbecque) is een gemeente in de Franse Westhoek, in het Franse Noorderdepartement (Frans: département du Nord). De gemeente ligt in Frans-Vlaanderen op de grens van de streken het Houtland en het Leiedal. Steenbeke grenst aan de gemeenten Moerbeke, Tienen, Boezegem en Blaringem. De gemeente telde 1.626 inwoners op 1 januari 2022.

## Geschiedenis
De plaats werd voor de eerste keer vermeld in 1184 als Steinbeke in het cartularium van de Abdij van Broekburg en in 1236 werd de plaats vermeld als Estainbeche in het cartularium van de Abdij van Marquette. De plaats lag aan de heerbaan die van Cassel naar Mardijk aan de kust voerde. Steenbeke behoorde lange tijd tot het graafschap Vlaanderen totdat het, net als de rest van Frans-Vlaanderen, met het Verdrag van Nijmegen in 1678 bij Frankrijk werd gevoegd. Toch bleef men er lange tijd Vlaams spreken en wordt er ook nu nog door en veel mensen Vlaams gesproken. Steenbeke is vandaag de dag de nog meest zuidelijke gemeente in de Franse Westhoek waar het gebruik van het Vlaams/Nederlands officieel wordt toegelaten.

## Geografie
De oppervlakte van Steenbeke bedroeg op 1 januari 2022 11,96 vierkante kilometer; de bevolkingsdichtheid was toen 136 inwoners per km².

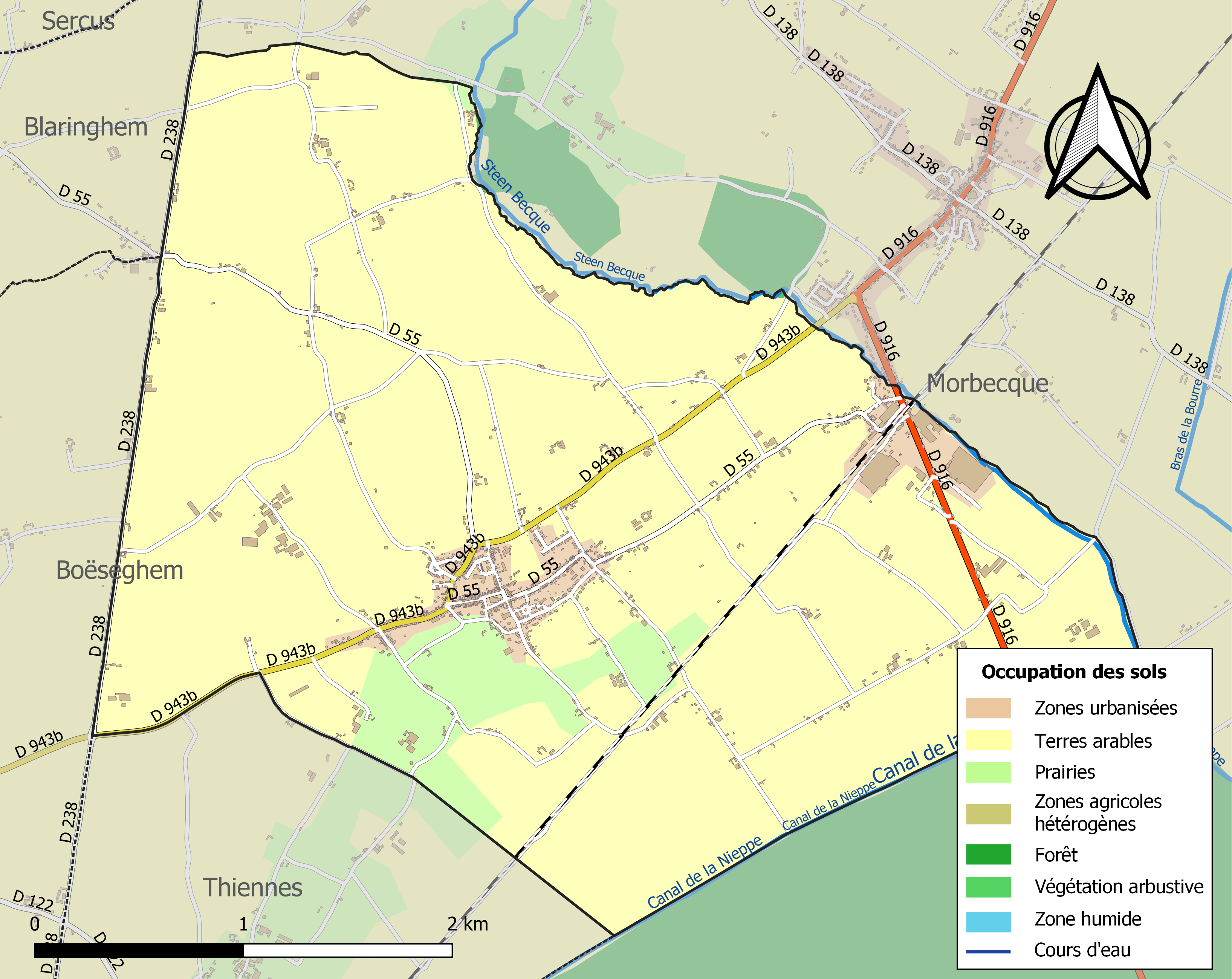
Kaart van de gemeente met belangrijkste infrastructuur, bodemgebruik en omliggende gemeenten

## Bezienswaardigheden
- De Sint-Pieterskerk (Église Saint-Pierre), een hallenkerk gebouwd tussen de veertiende en de zeventiende eeuw.
- Het Vlaamsch Huus, dat vroeger een school was.
- Het oude gemeentehuis
- Het Place Jean Ruyssen met het Roucou-monument

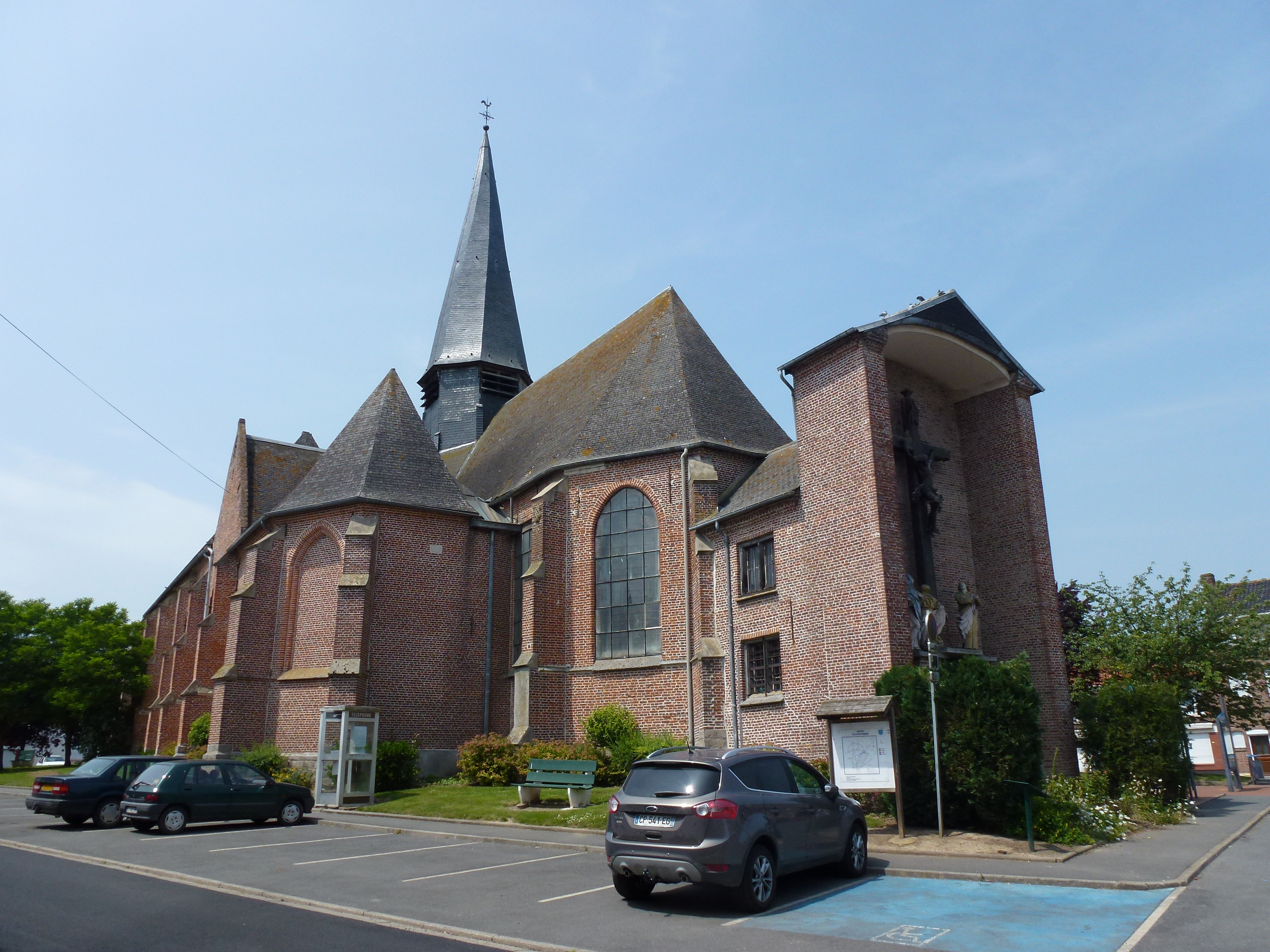
De Sint-Pieterskerk
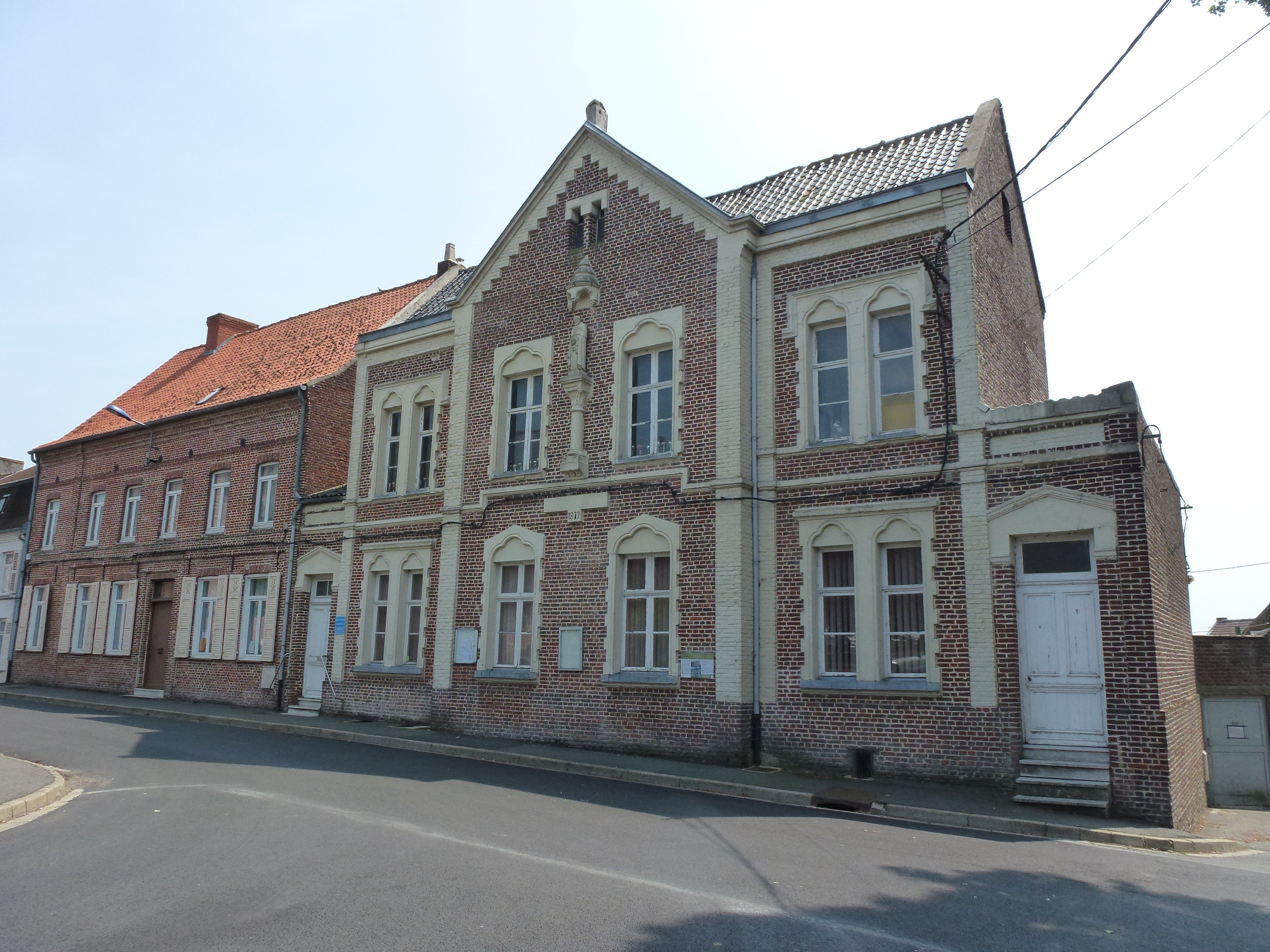
Het Oud-Gasthuis
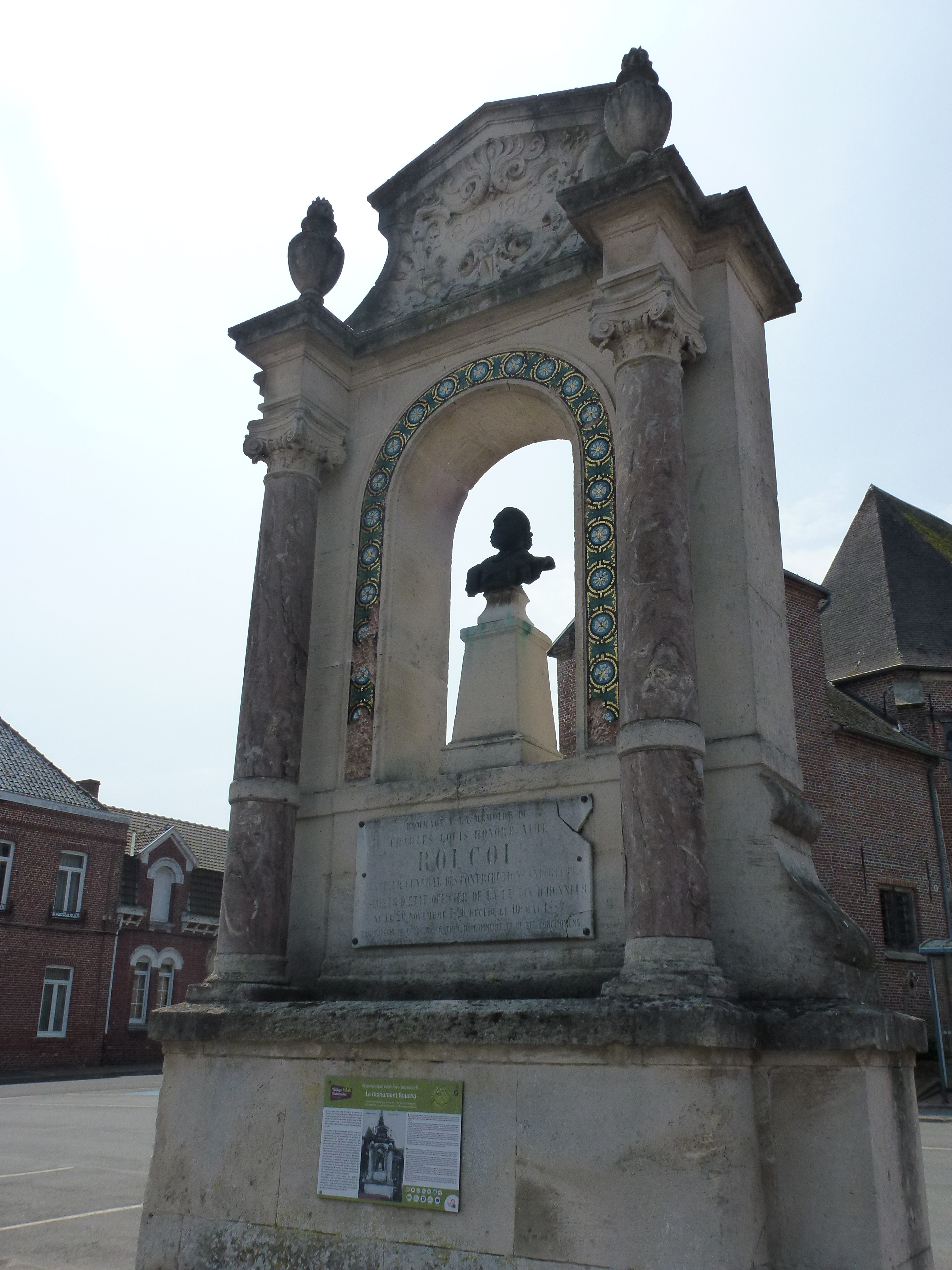
Het Roucou-monument
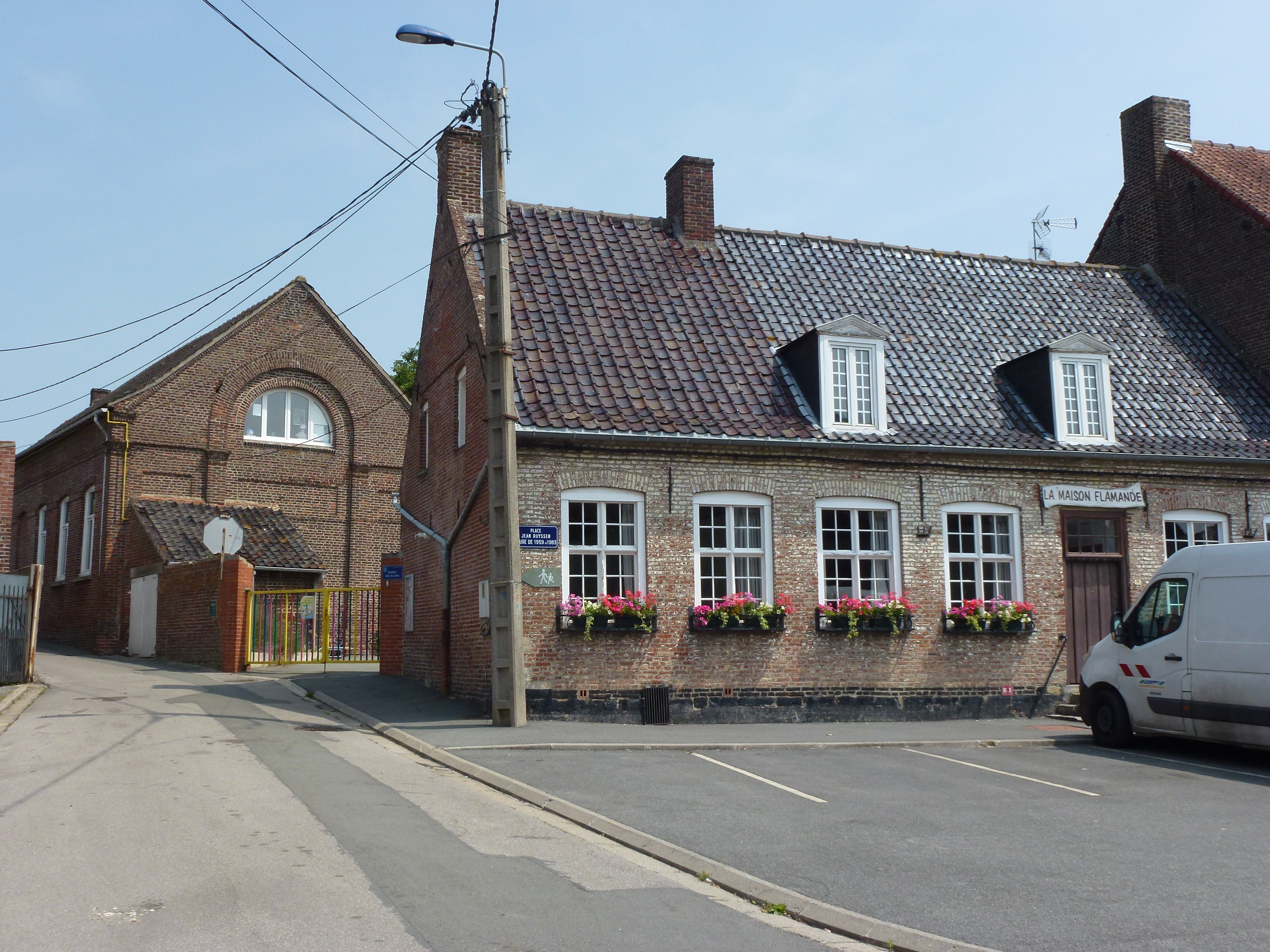
Het Vlaamsch Huus
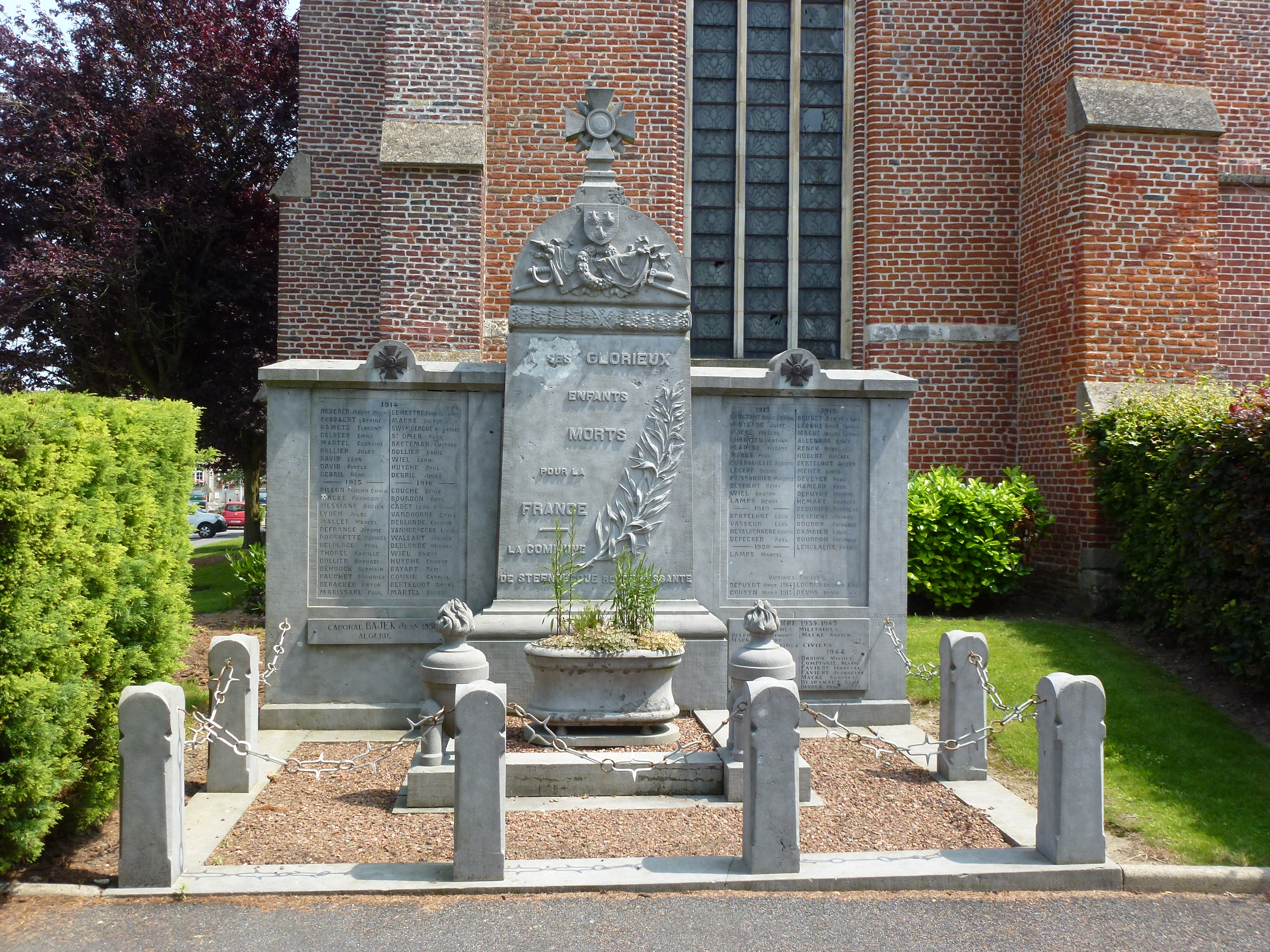
Monument voor de gesneuvelden
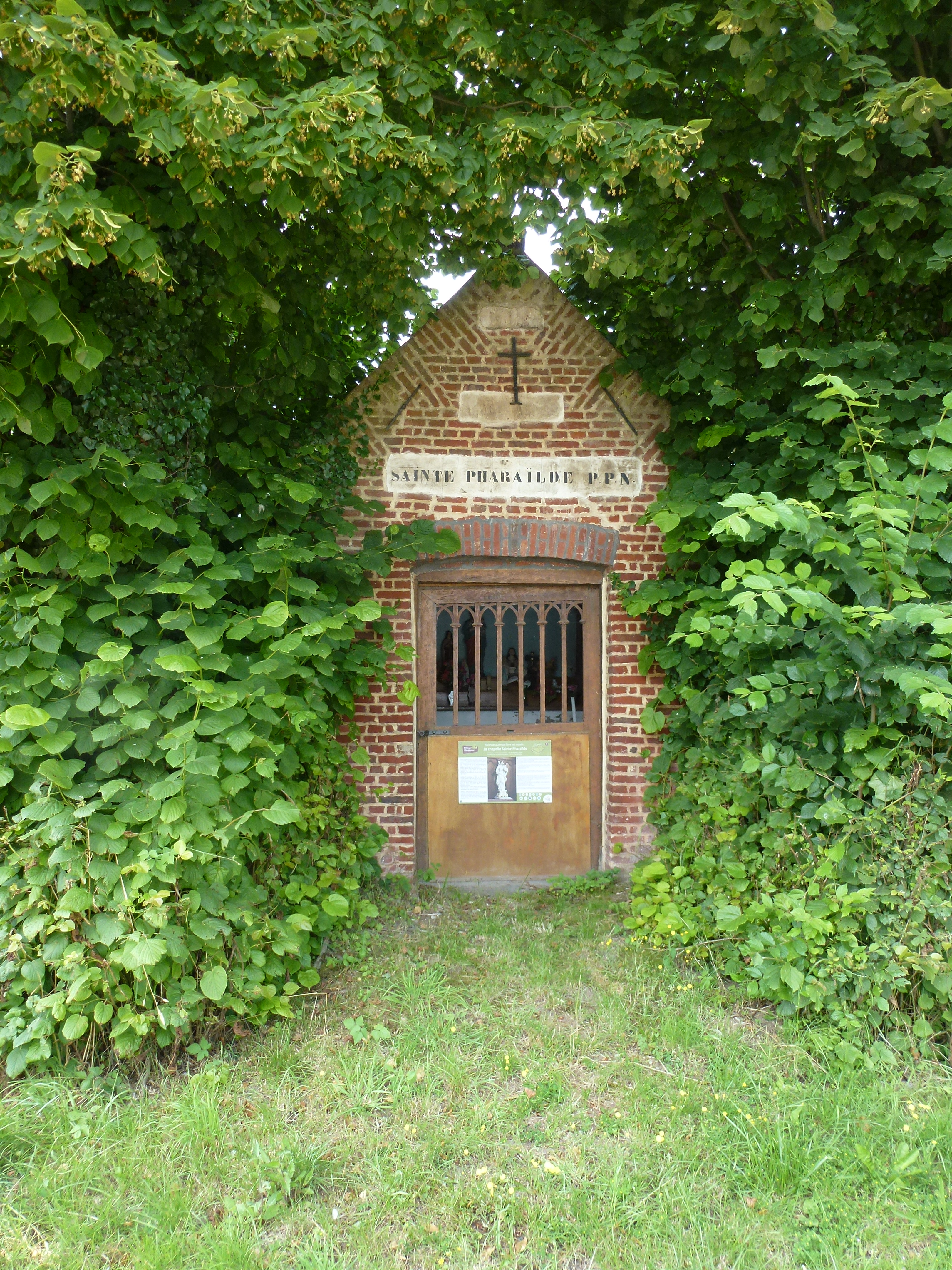
Sint-Veerlekapel

## Natuur en landschap
Steenbeke ligt op de overgang van het Houtland en de vallei van de Leie. De hoogte bedraagt 17-65 meter. In het zuiden ligt het Canal de la Nieppe en het Forêt de Nieppe.

## Demografie
Onderstaande figuur toont het verloop van het inwonertal (bron: INSEE-tellingen).

## Verkeer en vervoer
In de gemeente ligt spoorwegstation Steenbecque.

## Nabijgelegen kernen
Boezegem, Moerbeke (Morbecque), Haverskerke, Zerkel, Blaringem
Blaringem · Boezegem · Ebblingem · La Gorgue  · Haverskerke · Hazebroek · Linde · Meregem · Moerbeke · Nieuw-Berkijn · Ruisscheure · Steenbeke · Stegers · Tienen · Waalskappel · Zerkel
Armboutskappel · Arneke · Bambeke · Bavinkhove · Belle · Berten · Bieren · Bissezele · Blaringem · Boeschepe · Boezegem · Bollezele · Borre · Bray-Dunes · Broekburg · Broekkerke · Broksele · Buisscheure · Drinkam · Duinkerke · Ebblingem · Eke · Ekelsbeke · Eringem · Gijvelde · Godewaarsvelde · La Gorgue · Grand-Fort-Philippe · Grevelingen · Groot-Sinten · Hardefoort · Haverskerke · Hazebroek · Herzele · Holke · Hondegem · Hondschote · Hooimille · Houtkerke · Kaaster · Kapelle · Kapellebroek · Kassel · Killem · Kraaiwijk · Krochte · Kwaadieper · Lederzele · Ledringem · Leffrinkhoeke · Linde · Loberge · Loon · Meregem · Merkegem · Merris · Meteren · Millam · Moerbeke · Niepkerke · Nieuw-Berkijn · Nieuw-Koudekerke · Nieuwerleet · Noordpene · Ochtezele · Okselare · Oostkappel · Oud-Berkijn · Oudezele · Pitgam · Pradeels · Rekspoede · Rubroek · Ruisscheure · Sint-Janskappel · Sint-Joris · Sint-Mariakappel · Sint-Momelijn · Sint-Pietersbroek · Sint-Silvesterkappel · Sint-Winoksbergen · Soks · Spijker · Stapel · Steenbeke · Steenvoorde · Steenwerk · Stegers · Stene · Strazele · Terdegem · Téteghem-Coudekerque-Village · Tienen · Uksem · Vleteren · Volkerinkhove · Waalskappel · Warrem · Waten · Wemaarskappel · Westkappel · Wilder · Winnezele · Wormhout · Wulverdinge · Zegerskappel · Zerkel · Zermezele · Zoeterstee · Zuidkote · Zuidpene